# Theotima mirabilis
Theotima mirabilis là một loài nhện trong họ Ochyroceratidae. Loài này phân bố ở Angola.